# Vinyl (film)
Pour les articles homonymes, voir Vinyl.
Pour plus de détails, voir Fiche technique et Distribution.
Vinyl est un film américain réalisé par Andy Warhol, sorti en 1965. C'est une adaptation de L'Orange mécanique d'Anthony Burgess, plus ancienne que le film Orange mécanique de Stanley Kubrick.

## Synopsis
Le film suit un blouson noir, Victor, qui partage son temps entre la musculation, la danse et la torture d'autrui.

## Fiche technique
- Titre : Vinyl
- Réalisation : Andy Warhol
- Scénario : Ronald Tavel d'après L'Orange mécanique d'Anthony Burgess
- Pays :  États-Unis
- Genre : Science-fiction et expérimental[1]
- Durée : 70 minutes
- Dates de sortie : 
  -  États-Unis : 4 juin 1965

## Distribution
- Gerard Malanga : Victor
- Tosh Carillo : le médecin
- J. D. McDermott : le flic
- Ondine : la mauvaise fille
- Jacques Potin : figurant
- Larry Latrae
- Edie Sedgwick